# El paseo de Paul Revere (pintura)
El paseo de Paul Revere o La cabalgada de Paul Revere es una pintura de 1931 del artista estadounidense Grant Wood. Describe al patriota Paul Revere durante su paseo o cabalgada en la medianoche del 18 de abril de 1775. Desde una perspectiva muy alta, a vista de pájaro, Revere galopa a través de un Lexington, Massachusetts intensamente iluminado por la luna. A pesar de tratarse de un tema histórico, el autor no lo trata objetivamente. La iluminación dramática proyecta sombras poco realistas, los edificios estilizados, la vegetación geométrica y la perspectiva alta otorgan a la obra una cualidad onírica. Se inspira en el poema "Paul Revere's Ride" de Henry Wadsworth Longfellow. Wood utilizó un caballo de juguete infantil como modelo para el caballo de Revere.
La pintura se conserva en el Museo Metropolitano de Arte de Nueva York, pero desde 2017 no se encuentra en exhibición.

## Procedencia
La pintura perteneció al Señor y Señora de Cecil M. Gooch en Memphis, Tennessee de 1931 a 1950, después de lo que lo fue entregada a la YWCA de Memphis como regalo. El mismo año fue vendida por 15,000 dólares al Museo Metropolitano de Arte.